# The Umbrella Academy (serie televisiva)
The Umbrella Academy è una serie televisiva statunitense ideata da Steve Blackman e distribuita da Netflix.
La serie è basata sulla prima miniserie dell'omonimo fumetto di Gerard Way e Gabriel Bá, intitolata The Umbrella Academy Volume Uno: La suite dell'Apocalisse, pubblicata in origine dalla Dark Horse Comics negli Stati Uniti ed edita in Italia da Magic Press nel luglio 2009 per la collana Psycho Books. La prima stagione è stata pubblicata internazionalmente da Netflix il 15 febbraio 2019.

## Trama
Il 1º ottobre 1989 alle ore 12:00, quarantatré donne in tutto il mondo hanno partorito contemporaneamente, nonostante nessuna di loro avesse mostrato alcun segno o sintomo di gravidanza sino all'inizio del travaglio. Sette di questi bambini vengono adottati da Reginald Hargreeves, un eccentrico miliardario, con l'intento di creare una squadra di supereroi. I bambini vengono prima chiamati con dei numeri, ma successivamente vengono loro assegnati anche dei nomi: numero 1 (Luther), numero 2 (Diego), numero 3 (Allison), numero 4 (Klaus), numero 5 (Cinque), numero 6 (Ben) e numero 7 (Vanya/Viktor). Essi possiedono abilità speciali e combattono il crimine compiendo missioni scelte dal padre adottivo. Dopo l'inaspettata morte di Reginald, i fratelli si riuniscono e vengono a conoscenza di sorprendenti segreti di famiglia, oltre alla notizia di una minaccia imminente per l'umanità.

## Episodi
| Stagione         | Episodi | Pubblicazione USA | Pubblicazione Italia |
| ---------------- | ------- | ----------------- | -------------------- |
| Prima stagione   | 10      | 2019              | 2019                 |
| Seconda stagione | 10      | 2020              | 2020                 |
| Terza stagione   | 10      | 2022              | 2022                 |
| Quarta stagione  | 6       | 2024              | 2024                 |

## Personaggi e interpreti

### Personaggi principali
- Vanya/Viktor Hargreeves (stagioni 1-4), interpretato da Elliot Page,[1] doppiato da Alessia Amendola (st. 1-2) e da Francesco Ferri (st. 3-4). Apparentemente normale, Vanya in realtà è dotata di poteri che si manifestano sotto forma di potenti onde distruttive. A causa dell'instabilità di questo potere è sempre stata messa da parte da tutta la sua famiglia adottiva, tranne che da Cinque, a cui Vanya era molto legata. Il suo potere è distruttivo e perciò Reginald Hargreeves lo sigilla con l'inconsapevole complicità del potere di Allison, che le fa credere di essere normale. Nel presente Vanya è diventata una mediocre violinista e ha scritto un libro che racconta della sua vita, Extra-ordinary: My life as Number Seven. Inizia una relazione con Leonard Peabody, il cui vero nome era Harold Jenkins ma nascondeva a Vanya la sua identità avendo dei pericolosi precedenti sulla fedina penale, che la spronerà a scoprire e utilizzare i suoi poteri. Nella seconda stagione viene catapultata a Dallas nell'ottobre del 1963, ma perde la memoria. Viene accolta in una fattoria di contadini e inizia una relazione con Sissy. Viene trovata da Luther, ma è solo grazie a Cinque che si riunisce alla famiglia. In questa stagione acquista un maggior controllo del suo potere. Nel tentativo di salvare Harlan, il figlio di Sissy, dall’annegamento, gli trasmette inavvertitamente i suoi poteri.
- Luther Hargreeves (stagioni 1-4), interpretato da Tom Hopper, doppiato da Gianfranco Miranda. Un astronauta dotato di super forza, Luther ha vissuto sulla Luna per quattro anni. È stato l'unico dei fratelli che non ha lasciato la squadra e durante una missione è rimasto gravemente ferito. Per salvargli la vita, Reginald gli ha iniettato un siero che ha trasformato la parte superiore del corpo in quella di un gorilla. Disperato dopo essere finito nel 1961, entra a far parte di un giro mafioso diventando il picchiatore di punta del gangster Jack Ruby. Incontra Vanya e in seguito si riunisce prima a Diego e Cinque poi agli altri. È profondamente cambiato in questa stagione, ma non i suoi sentimenti per Allison.
- Diego Hargreeves (stagioni 1-4), interpretato da David Castañeda, doppiato da Maurizio Merluzzo. Diego collabora con la polizia aiutando la detective Eudora Patch, di cui è innamorato. È un vigilante all'apparenza burbero e rude, ma in realtà nasconde un lato tenero. Riesce a curvare la traiettoria degli oggetti che lancia, principalmente dei coltelli, facendoli arrivare dove vuole. Arrivato nel settembre del 1963, finisce in un manicomio perché considerato pazzo, visto che vuole salvare il presidente Kennedy. Rimane in manicomio per 75 giorni fino all'arrivo di Cinque che lo lascia lì visto che vuole salvare, a tutti i costi, il presidente così da compromettere la linea spazio-tempo modificando il futuro. Si innamorerà di Lila, una giovane donna ricoverata in manicomio che si scoprirà in seguito essere figlia dell'Handler. Nella seconda stagione sarà inoltre in grado di deviare i proiettili.
- Allison Hargreeves (stagioni 1-4), interpretata da Emmy Raver-Lampman, doppiata da Eva Padoan. Dopo lo scioglimento dell'Umbrella Academy, Allison ha intrapreso la carriera di attrice, diventando famosa per un film in cui interpretava un'avvocato. Si è sposata con Patrick e ha avuto una figlia, Claire, ma dopo il divorzio il marito ha ottenuto la totale custodia della bambina poiché Allison usava i suoi poteri sulla piccola. È da sempre innamorata di Luther e riesce a far fare quello che vuole alle persone dicendo loro la frase "Ho sentito delle voci...". Trasportata da Cinque nel 1961, Allison diventa promotrice dei diritti civili per i cittadini neri. Durante le riunioni conoscerà Raymond, che diventerà suo marito. È molto legata a Vanya/Viktor e si sente colpevole per come questi ha trascorso l'infanzia.
- Klaus Hargreeves (stagioni 1-4), interpretato da Robert Sheehan, doppiato da Massimo Triggiani. Klaus ha la capacità di evocare gli spiriti e comunicare con i morti, ma solamente se è sobrio. Per questo motivo è quasi costantemente accompagnato da Ben, deceduto da ragazzo. Il terrore causato da questa capacità l'ha portato alla tossicodipendenza, perché per sviluppare i suoi poteri, Reginald Hargreeves lo chiudeva dentro a un mausoleo, dove Klaus era tormentato da molti spiriti. Dopo essere scappato con la valigetta di Hazel e Cha-Cha, finisce nella guerra del Vietnam, dove conosce Dave e i due si innamorano, ma Dave muore sul campo. Tornato nel presente, Klaus rimane segnato, ma con l'aiuto di Ben e Diego riesce a non ricadere nella dipendenza. È il primo ad arrivare negli anni sessanta, infatti arriva nel 1960 e in tre anni crea una setta in suo onore, riportando citazioni riferite alla cultura pop come suo verbo. Ritrova il suo amato Dave, ma non riuscirà a dissuaderlo dall'andare in Vietnam. Acquista maggior conoscenza del suo potere, infatti "utilizza" i defunti per aiutarlo durante alcuni scontri e Ben riesce a entrare nel suo corpo prendendone il controllo. Nella terza stagione apprende che ha la capacità di resuscitare, diventando di fatto immortale.
- Cinque Hargreeves (stagioni 1-4), interpretato da Aidan Gallagher, doppiato da Lorenzo Crisci. Cinque è un ragazzo con la capacità di saltare attraverso lo spazio e il tempo. È il più sveglio fra i fratelli e per questo è molto arrogante. Dopo aver viaggiato nel futuro, è finito in un mondo post-apocalittico e non è stato più in grado di tornare indietro. È sopravvissuto da solo per decenni, con l'unica compagnia dell’amore della sua vita, Delores, un manichino, prima di essere reclutato nella Commissione, un'agenzia che teneva sotto controllo il continuum spazio temporale e le figure che lo avrebbero minacciato. Alla fine li ha traditi per tornare nella sua epoca, dove però ha l’aspetto di un ragazzino di 13 anni, ed è  braccato dai suoi ex-datori di lavoro. Nella seconda stagione Cinque torna in dietro nel tempo al 25 Novembre 1963 durante una guerra atomica tra URSS e USA creata dai suoi fratelli che la stanno combattendo. Viene salvato dalla catastrofe da Hazel anziano il quale lo trasporta 10 giorni prima del fatto così da salvare il mondo dall'apocalisse. Riunisce i suoi fratelli e cerca disperatamente di contattare Reginald Hargreeves (il padre adottivo) per un aiuto. Nella seconda stagione inoltre, dopo un tentativo fallito di tornare nel 2019, intercetta se stesso nel tentativo di tornare al presente. I due Cinque tentano di uccidersi a vicenda ma la versione più vecchia riesce alla fine a tornare nel 2019 come in origine.
- Cha-Cha (stagione 1), interpretata da Mary J. Blige, doppiata da Alessandra Cassioli. Killer della Commissione che lavora in coppia con Hazel. Arriva nel tempo attuale a caccia di Cinque, che li ha traditi e lasciati in passato. Cerca di uccidere prima Hazel e poi Agnes, per vendicarsi del suo compagno, ma viene fermata dall'Handler. Muore nell’Apocalisse del 2019.
- Hazel (stagione 1, guest 2), interpretato da Cameron Britton, doppiato da Francesco Sechi. Killer della Commissione che lavora in coppia con Cha-Cha. Disilluso dal suo lavoro, si innamora della proprietaria di un negozio di ciambelle, Agnes, e decide di disertare per scappare con lei, non prima di aver cercato di uccidere Cha-Cha e aver fatto ammenda a casa degli Hargreeves. Ricompare all'inizio della seconda stagione, ormai invecchiato e con una delle valigette per i viaggi temporali,appositamente per salvare Cinque. Rivela di aver vissuto felice per vent'anni con Agnes, fino alla morte naturale della donna, e di essere tornato per sdebitarsi. Viene però ucciso dagli svedesi, ma senza avere rimpianti.
- Leonard Peabody / Harold Jenkins (stagione 1), interpretato da John Magaro, doppiato da Federico Viola. Il vero nome é Harold Jenkins. L'interesse amoroso di Vanya. Da bambino era un ammiratore della Umbrella Academy e aveva implorato Reginald di potersi unire a loro, dato che era nato lo stesso giorno in seguito a una normale gravidanza, ma era stato umiliato da Reginald stesso. Scopre, leggendo il diario di Reginald, del potere di Vanya e si inserisce nella sua vita con lo scopo di scatenarlo. Dopo essere stato smascherato, Vanya lo uccide.
- Pogo (stagioni 1-2, guest 3-4), interpretato da Adam Godley, doppiato da Oliviero Dinelli. Uno scimpanzé parlante e assistente personale di Reginald. È da sempre a conoscenza dei poteri di Vanya e di tutti i segreti che Reginald ha nascosto ai ragazzi e perciò viene ucciso da Vanya stessa in un impeto di rabbia. Viene istruito e allevato da Reginald Hargreeves e la sua compagna, Grace.
- Reginald Hargreeves (stagioni 1-4), interpretato da Colm Feore, doppiato da Luca Biagini. L'eccentrico miliardario che ha adottato i sette bambini. Ha viaggiato per adottare sette dei quarantatré bambini nati il 1º ottobre 1989, e li ha addestrati per combattere il crimine. È odiato dai figli per il suo essere distaccato, distante ed emotivamente violento nei confronti dei suoi "figli", trattandoli più come cavie da laboratorio che come esseri umani. Non ha mai dato loro nomi reali, riferendosi a loro solo come numeri che ha assegnato in base a quanto li vedeva utili, tanto da non chiamarli mai per nome ma per numero. L'unico che sembrava volergli bene era Luther, fino a che non scopre che la missione da lui affidata sulla Luna era inutile mentre , nonostante sapesse fin da subito dei poteri di Vanya, l'ha sempre tenuta da parte per impedirle di usare il suo potere catastrofico. Questi suoi comportamenti sono la causa principale del carattere dei suoi figli e della loro disfunzionalità come famiglia. Muore all’inizio della serie, e la sua morte sarà l’inizio di una serie di eventi che porteranno i figli a confrontarsi e riunirsi per evitare la fine del mondo. Come poi si scopre alla fine della prima stagione si era suicidato in modo che i figli si radunassero e prevenissero la fine del mondo. I figli lo reincontreranno nel passato, quando ancora non aveva fondato l'accademia e aveva iniziato i suoi esperimenti su Pogo. Alla fine della seconda stagione si scoprirà essere un alieno. Negli anni 60 aveva una relazione con una sua collega, Grace, le cui sembianze saranno riprese da Reginald per creare un automa con lo stesso nome.
- Ben Hargreeves (stagioni 2-4, ricorrente stagione 1), interpretato da Justin H. Min, doppiato da Alessio Puccio. Ben è un ragazzo che possiede mostri di altre dimensioni sotto la sua pelle. Anche se è deceduto appare regolarmente a Klaus, grazie ai poteri dello stesso, e lo aiuta occasionalmente. Con il migliorare dei suoi poteri, Klaus riesce a dare una certa sostanza al suo spirito facendolo interagire con il mondo esterno, riuscendo per esempio a fargli salvare la vita di Diego e a uccidere dei soldati della Commissione. Seguirà Klaus nel 1960 e rimarrà con lui per i successivi tre anni. Durante la seconda stagione riuscirà a possedere il corpo di Klaus, potendo così sentire delle sensazioni e interagire totalmente nel mondo dei vivi dopo 17 anni. Scomparirà alla fine della stagione, a causa della forza distruttiva di Vanya, facendola tornare alla ragione ed evitando l'esplosione alla sede dell'FBI. Quando i protagonisti ritornano al presente trovano un'altra versione di Ben ad attenderli all'Umbrella Academy, tramutato in Sparrow Academy.

## Produzione

### Sviluppo
Una versione cinematografica basata sulla serie di fumetti The Umbrella Academy era stata opzionata dagli Universal Studios. Originariamente, lo sceneggiatore Mark Bomback fu assunto per scrivere la sceneggiatura e successivamente sostituito da Rawson Marshall Thurber nel 2010. Da allora si è parlato poco del progetto e non è stata fissata alcuna data di distribuzione.
Il 7 luglio 2015 è stato annunciato che The Umbrella Academy sarebbe stata adattata in una serie televisiva, piuttosto che in un film originale, prodotto da Universal Cable Productions. L'11 luglio dello stesso anno è stato annunciato ufficialmente che Netflix ha dato il via libera alla produzione. Jeremy Slater ha scritto la sceneggiatura dell'episodio pilota e Steve Blackman è lo showrunner.
A fine febbraio 2019, la serie è stata rinnovata per una seconda stagione, pubblicata da Netflix il 31 luglio 2020.
A novembre 2020 la serie è stata rinnovata per una terza stagione, pubblicata da Netflix il 22 giugno 2022. Frattanto, nel gennaio 2021 erano stati presentati i nuovi personaggi che entrano a far parte della terza stagione.

### Cast
Il 9 novembre 2017 quello di Ellen Page è il primo nome a entrare in trattative per il cast principale, nel ruolo di Vanya Hargreeves. Qualche giorno dopo, Tom Hopper viene scelto per interpretare il ruolo di Luther Hargreeves; Robert Sheehan per il ruolo di Klaus Hargreeves; Emmy Raver-Lampman per il ruolo di Allison Hargreeves; David Castañeda per il ruolo di Diego Hargreeves e Aidan Gallagher per il ruolo di Cinque.
A febbraio 2018, Mary J. Blige entra nel cast nel ruolo di Cha-Cha, un'assassina psicopatica. Qualche giorno dopo Cameron Britton entra nel cast nel ruolo di Hazel, compagno di Cha-Cha. Lo stesso giorno vengono annunciati anche Colm Feore, Adam Godley e Ashley Madekwe, che si aggiungono al cast rispettivamente nei panni di Reginald Hargreeves, il padre adottivo dell'Academy, Pogo, la scimmia antropomorfa che funge da maggiordomo alla famiglia e Eudora Patch, una detective amica di Diego.
Nel mese di marzo 2018, è stato annunciato che John Magaro è entrato nel cast nel ruolo di Leonard Peabody, il cui vero nome è Harold Jenkins, mentre nel mese di maggio Kate Walsh entra nel cast nel ruolo di The Handler.

### Riprese
Le riprese sono iniziate il 15 gennaio 2018 a Toronto.

## Promozione
Il 9 dicembre 2018 è stato pubblicato il primo teaser trailer della serie televisiva. Il 24 gennaio 2019 è stato pubblicato il trailer ufficiale della prima stagione, accompagnato da una cover del brano di Simon & Garfunkel A Hazy Shade of Winter realizzata dallo stesso Gerard Way.

## Accoglienza
La serie ha riscosso una grande accoglienza da parte degli spettatori e Netflix ha voluto sottolinearlo ad aprile 2019 nel corso del suo report finanziario del recente trimestre della compagnia. Ha infatti sottolineato che The Umbrella Academy è stata vista da più di 45 milioni di abbonati nel corso del primo mese dal giorno di distribuzione (il 15 febbraio 2019). Nella settimana del debutto è stato inoltre lo show digitale più visto negli Stati Uniti d'America. In accordo ai dati raccolti da "Parrot Analytics", il più accurato centro di analisi per i contenuti on demand distribuiti su scala mondiale, la serie è continuata a crescere nel numero di visualizzazioni durante la prima settimana. Questi dati la rendono una serie di grande successo anche se comparata alle serie tv in streaming più negli anni recenti.
La serie è stata accolta positivamente anche dalla critica che, mediamente, la definisce un "must-watch" (ovvero un'opera da vedere assolutamente), a cui si aggiunge anche il plauso del network CNN che prevede un futuro «piuttosto luminoso» per il franchise. Sull'aggregatore di recensioni Rotten Tomatoes ha un indice di gradimento del 76% con un voto medio di 7,27 su 10, basato su 76 recensioni. Gli utenti del sito scrivono: «L'Umbrella Academy svela un filato fantasioso con un'emozione furtiva e un ensemble eccezionalmente irresistibile, ma l'intensa sensibilità della serie spesso si scontra con i suoi ornamenti sgargianti.» Su Metacritic, invece ha un punteggio di 62 su 100, basato su 18 recensioni.
Alcuni critici hanno evidenziato delle similitudini, sia negative che positive, tra The Umbrella Academy, il gruppo Doom Patrol della DC Comics e tra la serie a fumetti degli X-Men della Marvel Comics.